# Tanysphyrus callae
Tanysphyrus callae — вид жуков из семейства брахицерид (Brachyceridae).

## Распространение
Распространён в Европе: в Германии и Дании.

## Описание
Очень маленький жук-долгоносик длиной не превышает 2 мм. С третьего по шестой сегмент усиков одинаковые, перепончатоовальные. Надкрылья уплощённые в верхней части, третья, шестая, седьмая и восьмая бородки соединяются на вершине под острым углом.

## Экология
Личинки минируют листья белокрыльника болотного (Calla palustris) на торфяниках и болотах.